# Taphozous melanopogon
Taphozous melanopogon е вид прилеп от семейство Emballonuridae. Видът не е застрашен от изчезване.

## Разпространение
Разпространен е в Бруней, Виетнам, Източен Тимор, Индия, Индонезия (Малки Зондски острови, Сулавеси, Суматра и Ява), Камбоджа, Китай, Лаос, Малайзия (Западна Малайзия, Сабах и Саравак), Мианмар, Сингапур, Тайланд, Филипини и Шри Ланка.